# Лёгкий, Николай Михайлович
Николай Михайлович Лёгкий (15 октября 1958, Москва) — советский российский радиотехник. Доктор технических наук. Профессор кафедры «Управление транспортными процессами» Российского университета транспорта, заведующий кафедрой инженерной экологии техносферы Института радиотехнических и телекоммуникационных систем. Лауреат Премии Правительства Российской Федерации в области образования (2019).

## Биография
В 1976 г. окончил среднюю школу № 784 Москвы, затем поступил в Московский институт радиотехники, электроники и автоматики (МИРЭА). По окончании вуза с 1982 по 2007 годы работал в различных НИИ оборонного комплекса.

## Труды
Автор 23 патентов РФ, 56 научных и учебно-методических работ.
Радиочастотные технологии в системах мониторинга безопасности транспортной инфраструктуры [Электронный ресурс] : монография / Н. М. Лёгкий, А. П. Охинченко ; Гос. образовательное учреждение высш. проф. образования «Московский гос. ин-т радиотехники, электроники и автоматики (технический ун-т)». — Москва : МИРЭА, 2009. — 1 электронный оптический диск (CD-ROM); 12 см; ISBN 5-7339-0842-7

## Награды
Премия Правительства Российской Федерации в области образования за 2019 год (совместно) — за комплекс учебно-научных изданий «Современные информационно-измерительные и управляющие радиоэлектронные системы и комплексы» (Распоряжение Правительства РФ от 31 августа 2019 года № 1944-р на основании решения Межведомственного совета по присуждению премий Правительства в области образования).